# Miribilla
Miribilla es un barrio de la ciudad de Bilbao (Vizcaya, España) perteneciente al distrito de Ibaiondo (distrito 5).

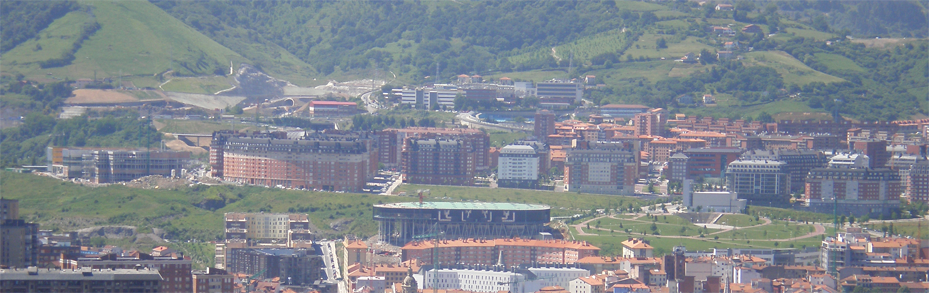
Panorámica del barrio de Miribilla.

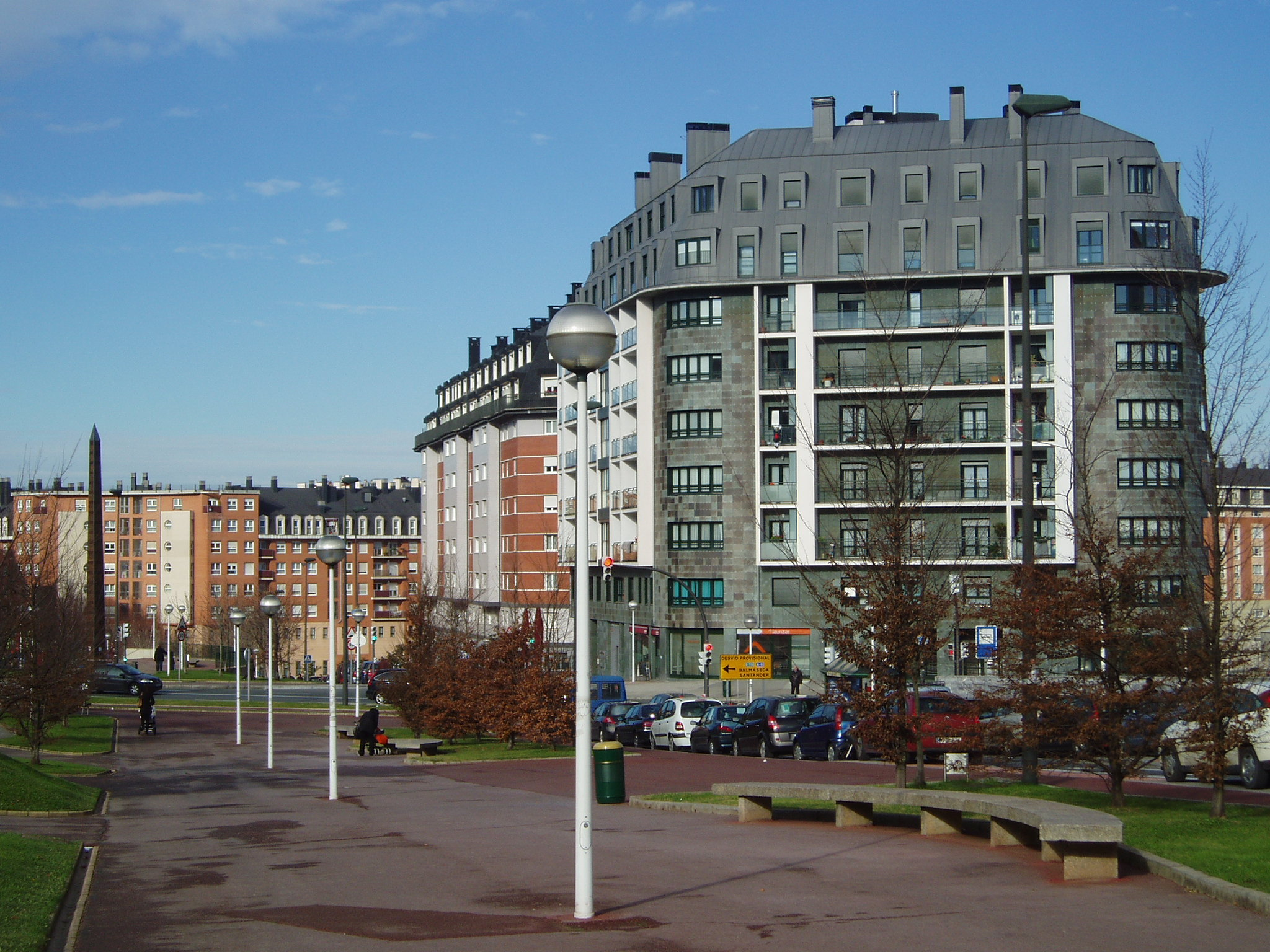
Paseo de los Jardines de Gernika.

## Toponimia
El nombre de "Miribilla" responde a la euskaldunización del nombre originario "Mirivilla", que a su vez supuso una adaptación o derivación del de "Miravilla", nombre original que recibía el monte sobre el que se levanta este nuevo ensanche bilbaíno y que aún podemos encontrar en cartografía, mapas locales y algunas guías de montaña y senderismo. 
Cuenta la historia, que Miguel de Unamuno, escritor y filósofo perteneciente a la generación del 98, se solazaba desde este lugar con la especial e incomparabale vista de su "bochito", que desde esta zona rica en mineral de hierro, explotada por las ya desaparecidas y sepultadas Minas de San Luís, Malaespera y Abandonada, se podía tener.

## Territorio
Miribilla es oficialmente un barrio desde finales del 2010, año en el que dejó de ser un anexo al distrito de Ibaiondo.
Según la delimitación marcada por el Ayuntamiento de Bilbao, el límite al norte, con Bilbao La Vieja se sitúa en las calles Mina de San Luis, Claudio Gallastegui y Askatasuna; al este con el viaducto de Miraflores; al sur, con el barrio de San Adrián, limita en las calles Bombero David Zalbide, Doctor Espinosa Oribe y el parque Emiliano Arriaga. Finalmente, el territorio de Miribilla se extiende hacia el oeste hasta el barrio de Zabala, con el que hacen frontera las calles Ángela Figuera, Xenpelar, Travesía de Zabala y Andrés Elíseo Mañaricua.

### Zona baja de Miribilla
Existe asimismo una calle histórica en el barrio de Bilbao La Vieja con el nombre de Miribilla cuyo entorno se ha reurbanizado y en donde se han construido nuevas viviendas. En esta zona de nueva construcción destaca la Plaza Saralegui, y es colindante con las calles de Iturburu, Urazurrutia, Cantarranas y Miribilla. Actualmente se la conoce como la "zona baja de Miribilla", si bien no pertenece a este nuevo barrio.

## Historia
El barrio de Miribilla se encuentra sobre un antiguo yacimiento de hierro, en cuya extracción trabajaban las ya desaparecidas minas de Abandonada, Malaespera y San Luis. En 1998 comenzaron las primeras obras de urbanización, iniciando la construcción de viviendas en 2000, cuya finalización comenzó a partir de 2003. Aún hoy quedan algunas parcelas por urbanizar y algunos bloques de viviendas en construcción.
El proyecto original comprendía la urbanización de 440 000 metros cuadrados, con la construcción de 2977 viviendas, de las que cerca de dos tercios son de protección oficial.
Un cuidado diseño urbanístico con cerca de 28 kilómetros de paseos, un gran parque, zonas peatonales y espacios abiertos, unido a la cercanía respecto al centro de la villa (de 15 a 25 minutos a pie), ha convertido a Miribilla en uno de los barrios con mejor calidad de vida y más cotizados de Bilbao.

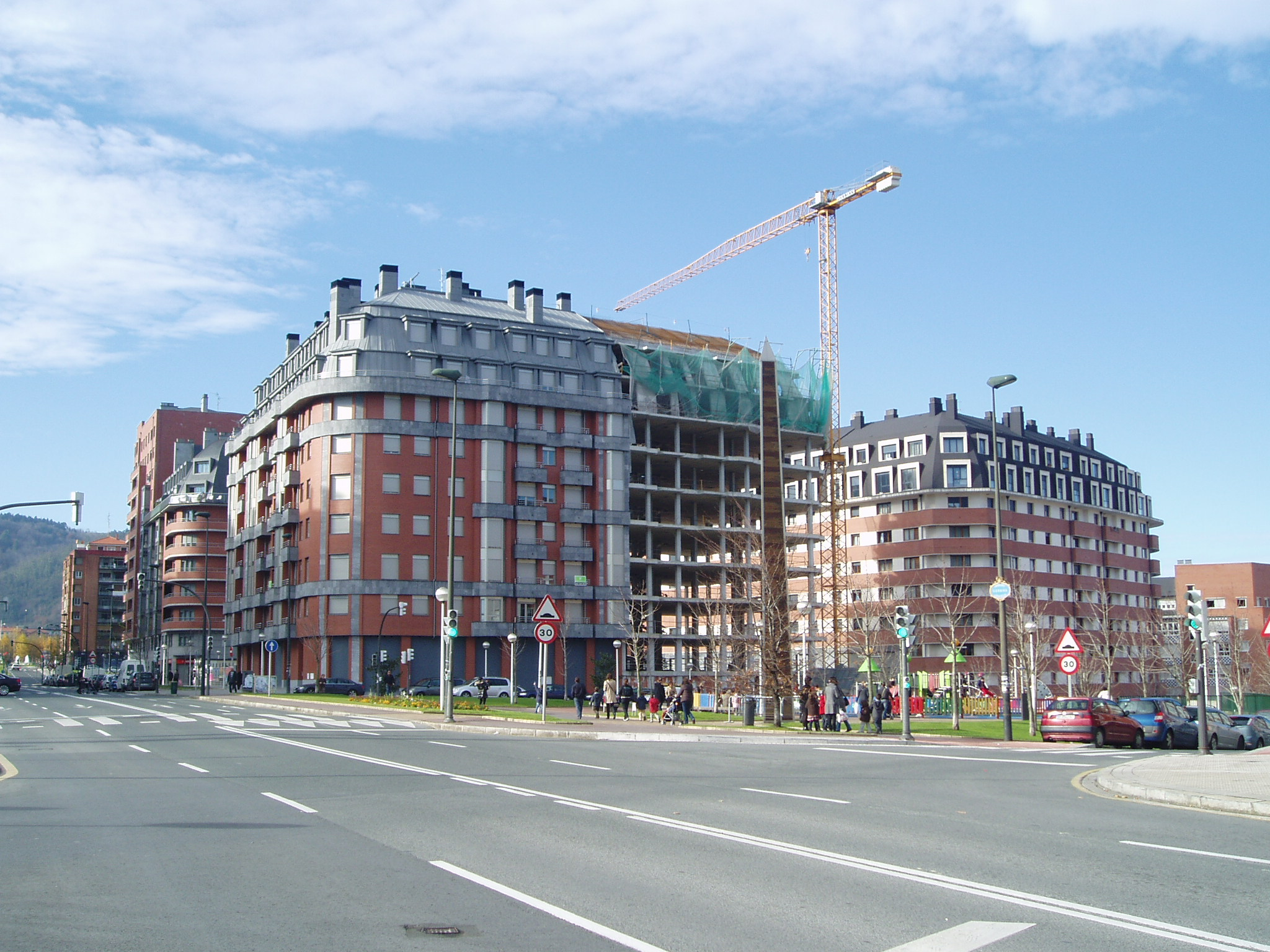
La Avenida Askatasuna (Libertad, en euskera), con una de las manzanas aún en construcción.
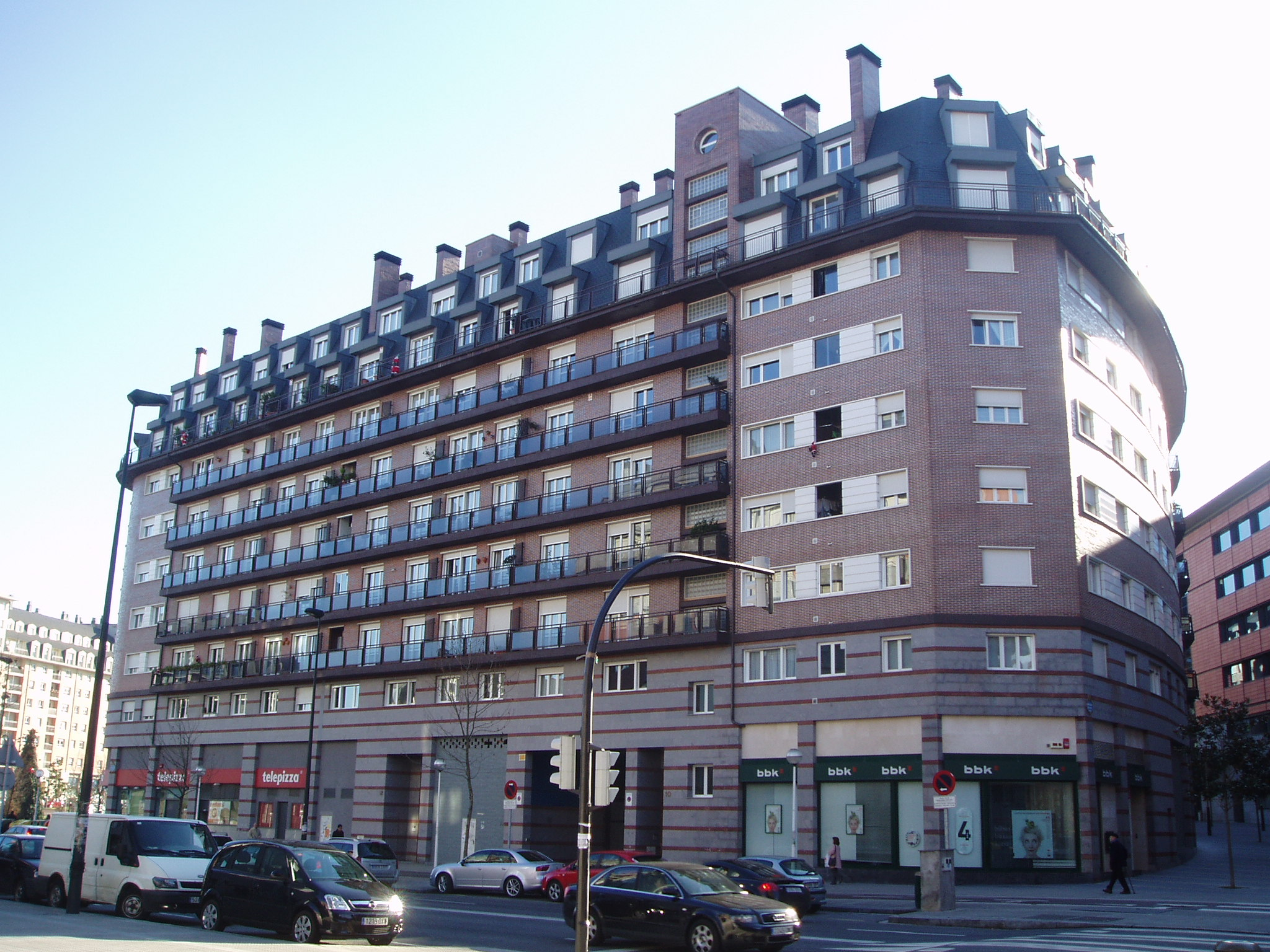
Edificio en la Avenida Askatasuna.
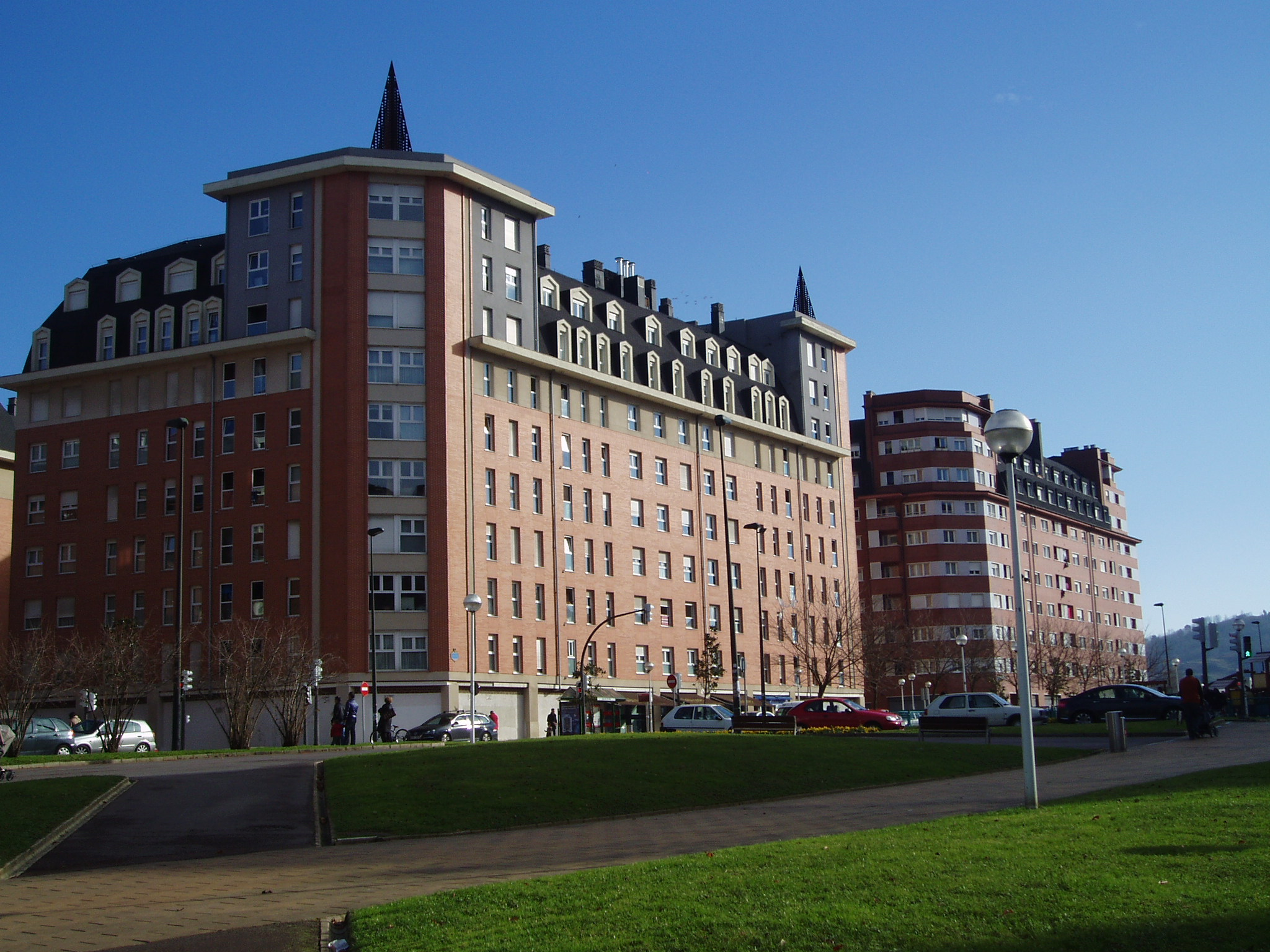
Algunos de los abundantes bloques de Viviendas de Protección Oficial.
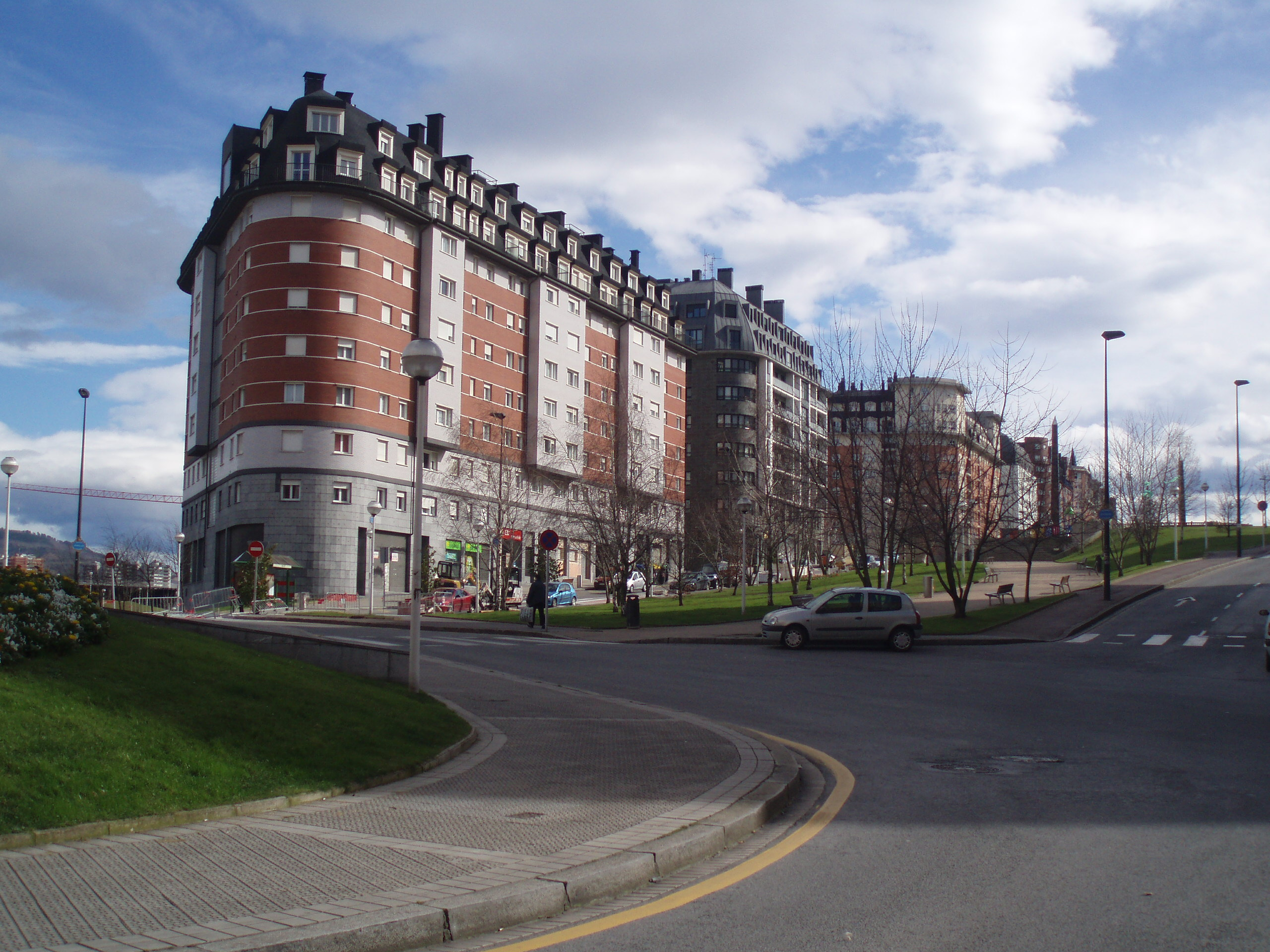
Vista parcial de los Jardines de Gernika.

## Lugares de interés
Miribilla se encuentra fuera de las zonas habituales de turismo de la villa de Bilbao. En cualquier caso cuenta con edificios arquitectónicamente reseñables como la iglesia de Santa María Josefa. Otros edificios de interés, son el edificio conjunto para la Policía Municipal y los Bomberos de Bilbao, el frontón Bizkaia o el Palacio de Deportes de Bilbao, el Bilbao Arena.

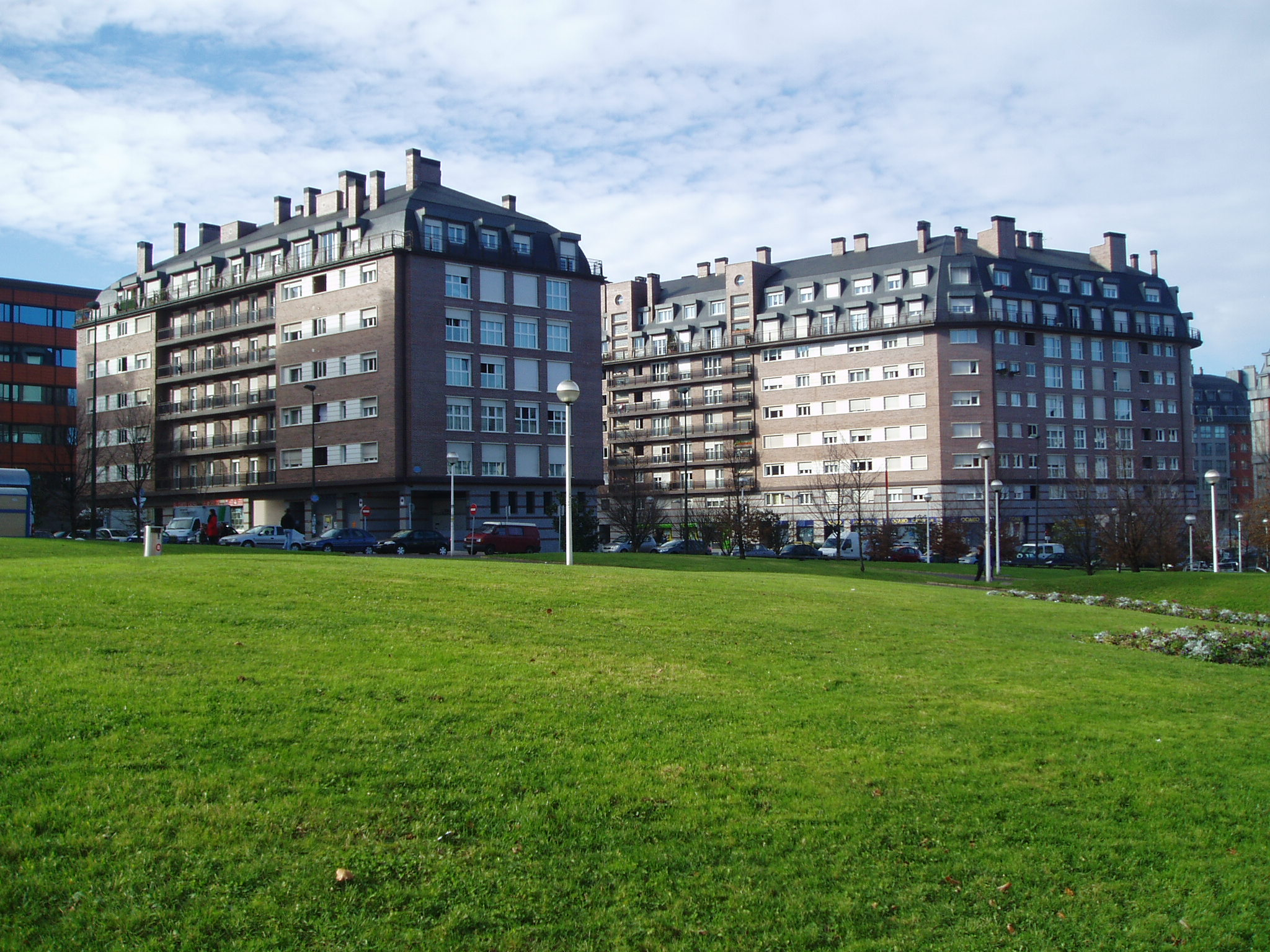
Los Jardines de Gernika.
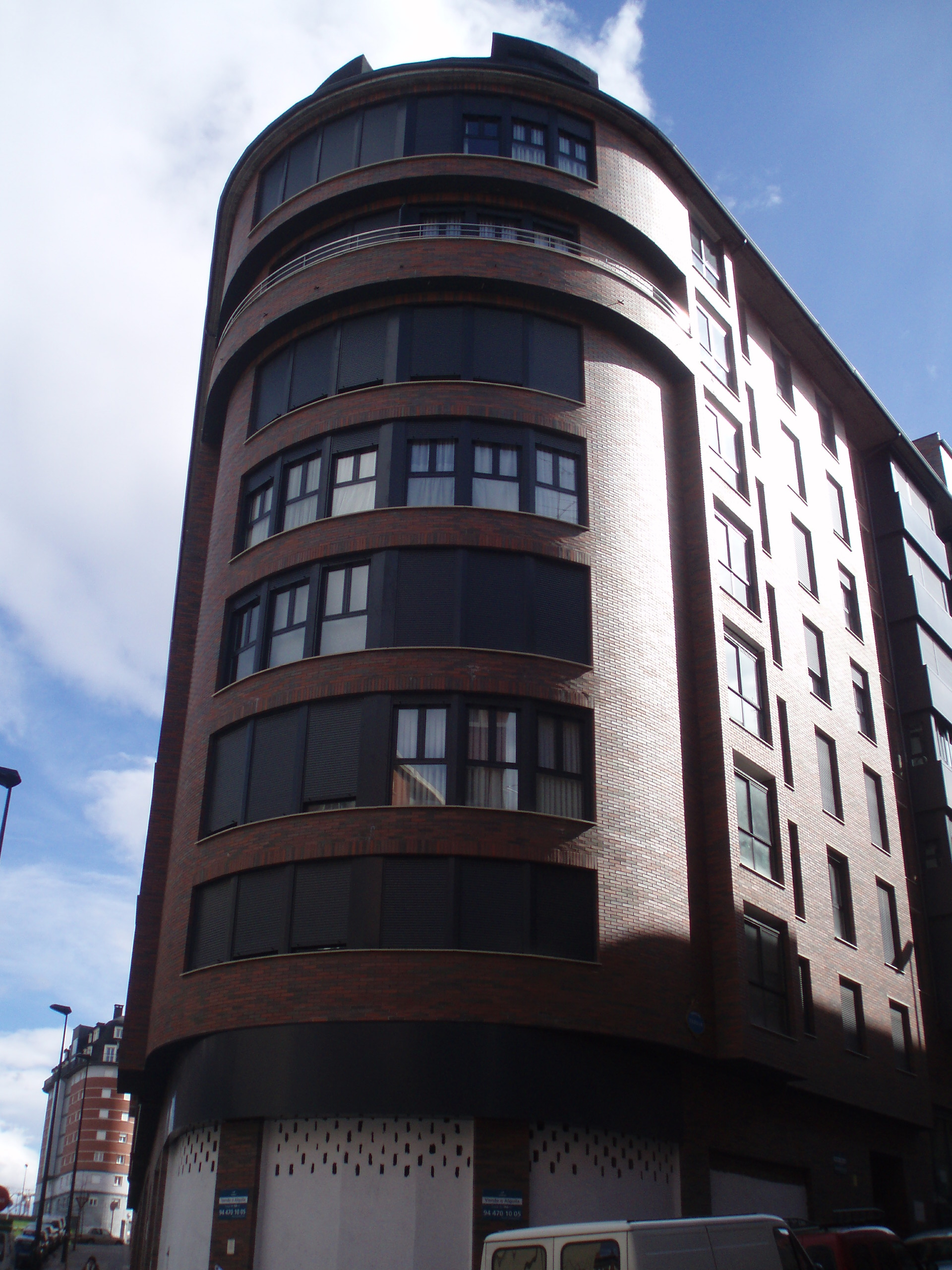
Edificio en la intersección entre las calles Xenpelar y Prolongación de Zabala.
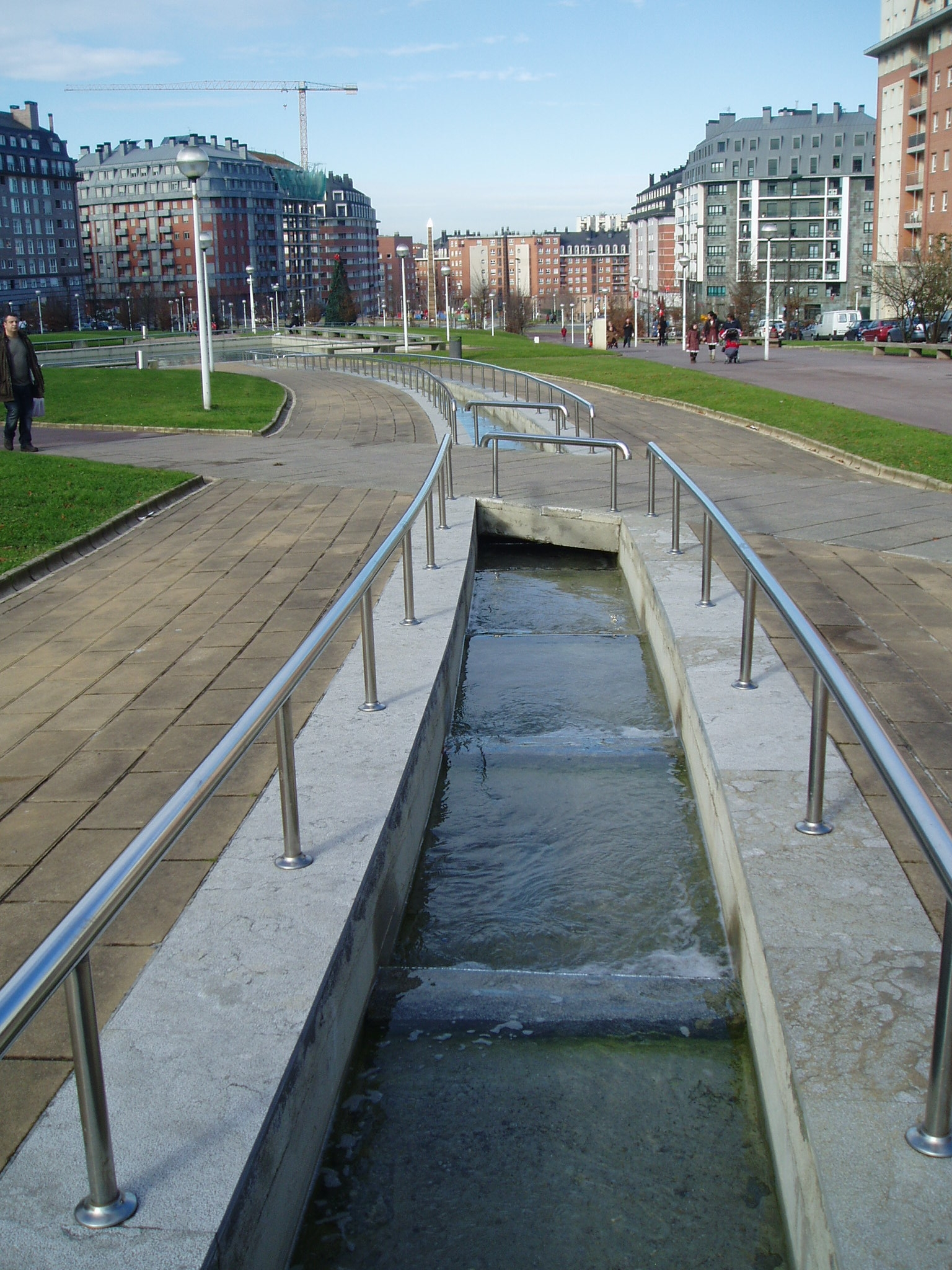
Canal de agua en los Jardines de Gernika.
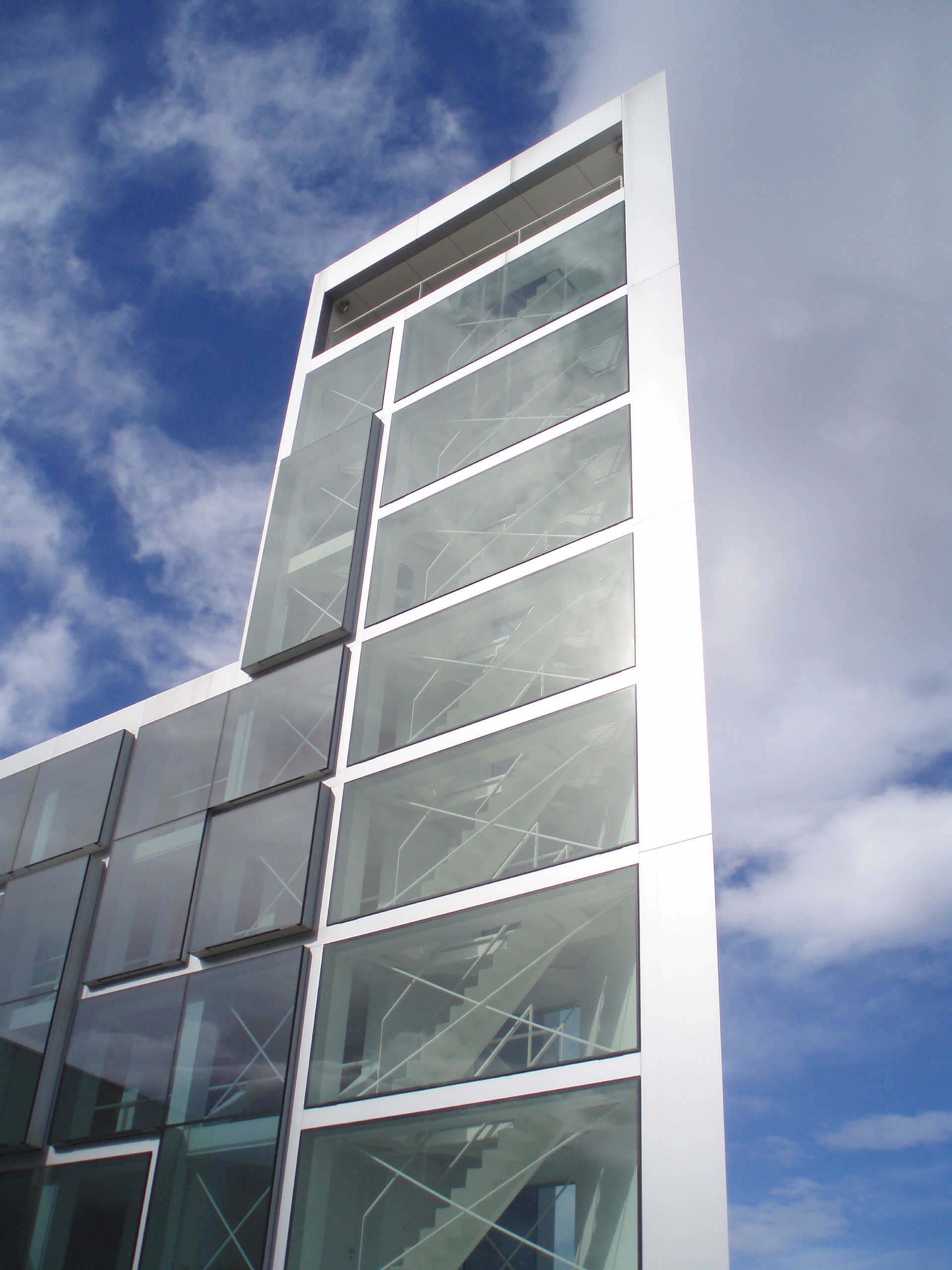
Campanario de la Iglesia de Santa María Josefa.

### Pasado minero
Gran parte del atractivo de Miribilla se encuentra bajo la superficie, ya que el subsuelo se encuentra completamente horadado por las minas de hierro activas antaño. El mineral era trasladado desde las minas a la ribera entre el puente de la Merced y el muelle de Urazurrutia, desde donde era remolcado por la ría hacia Olabeaga. 
Una de esas minas era la de San Luis, recordada con la calle que rodea el parque de Miribilla y que debe su nombre a su primer titular, un comerciante inglés llamado Luis Lewison. Fue clausurada en 1995 tras ocho años en los que permaneció inactiva, custodiada por Emilio Valdizán -minero encargado de cerrar por última vez la puerta de entrada a la galería- y una cuadrilla de operarios que veló por la seguridad de la caverna desde 1987. En la actualidad se conserva intacto el túnel desde el que se evacuaba el mineral desde esta mina hasta la ría. La puerta de entrada se encuentra en el número 2 del muelle de Marzana. Esta galería, de 90 metros en su parte más corta y 140 en la más larga, conserva las vías por las que circulaban las vagonetas. Existe una propuesta para recuperar y rehabilitar la gruta para usos culturales.

## Zonas verdes

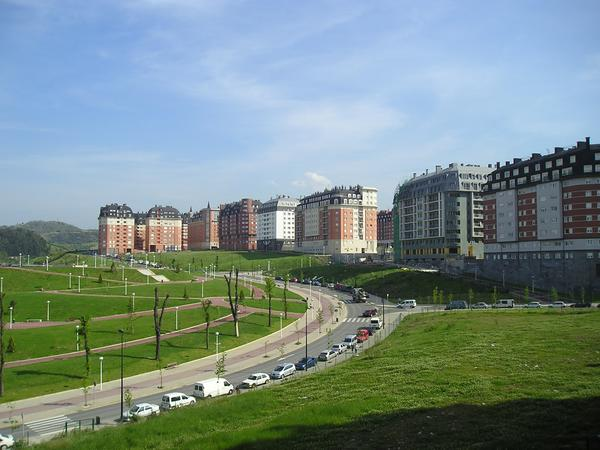
Parque de Miribilla.

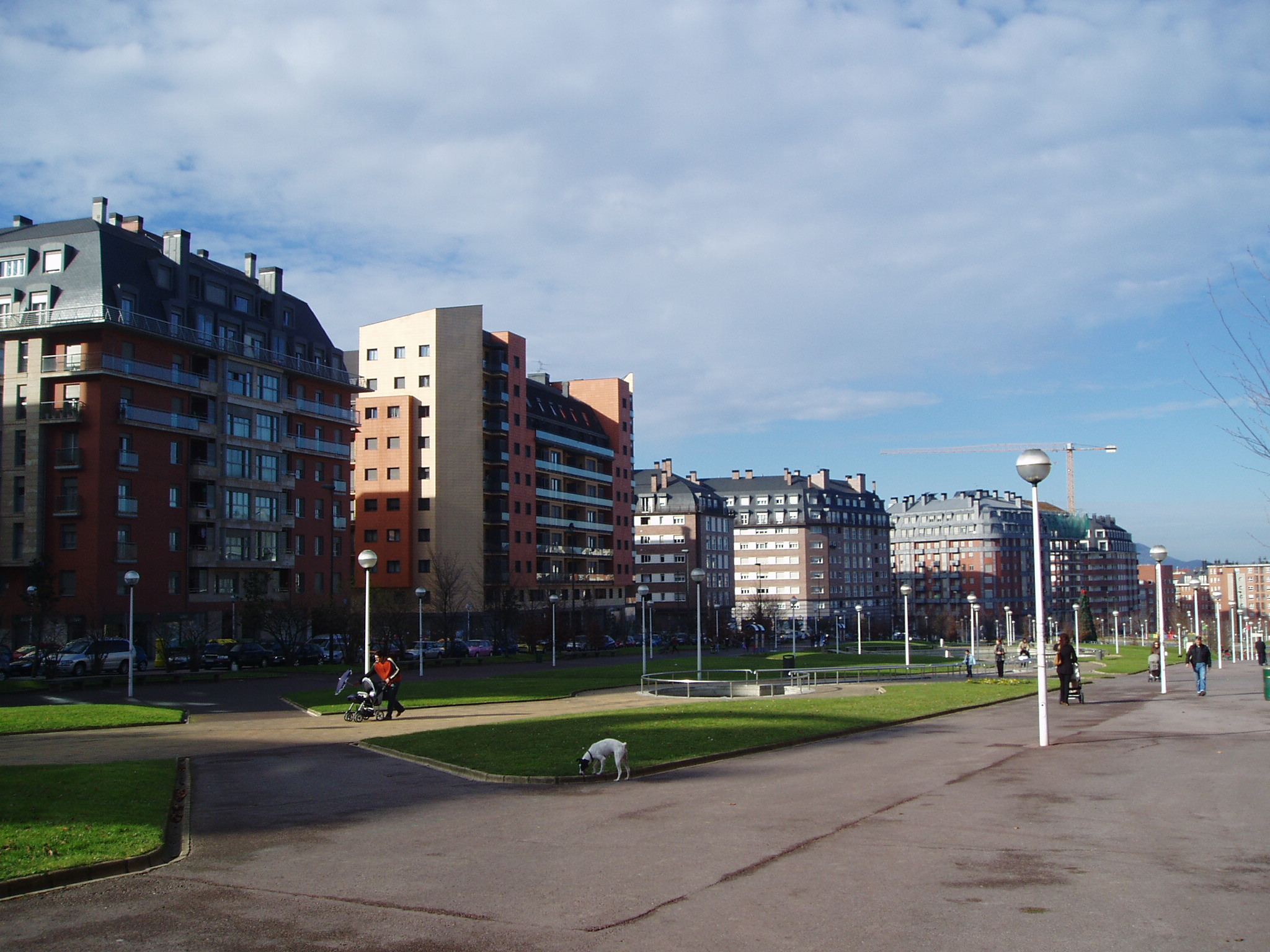
Jardines de Gernika.

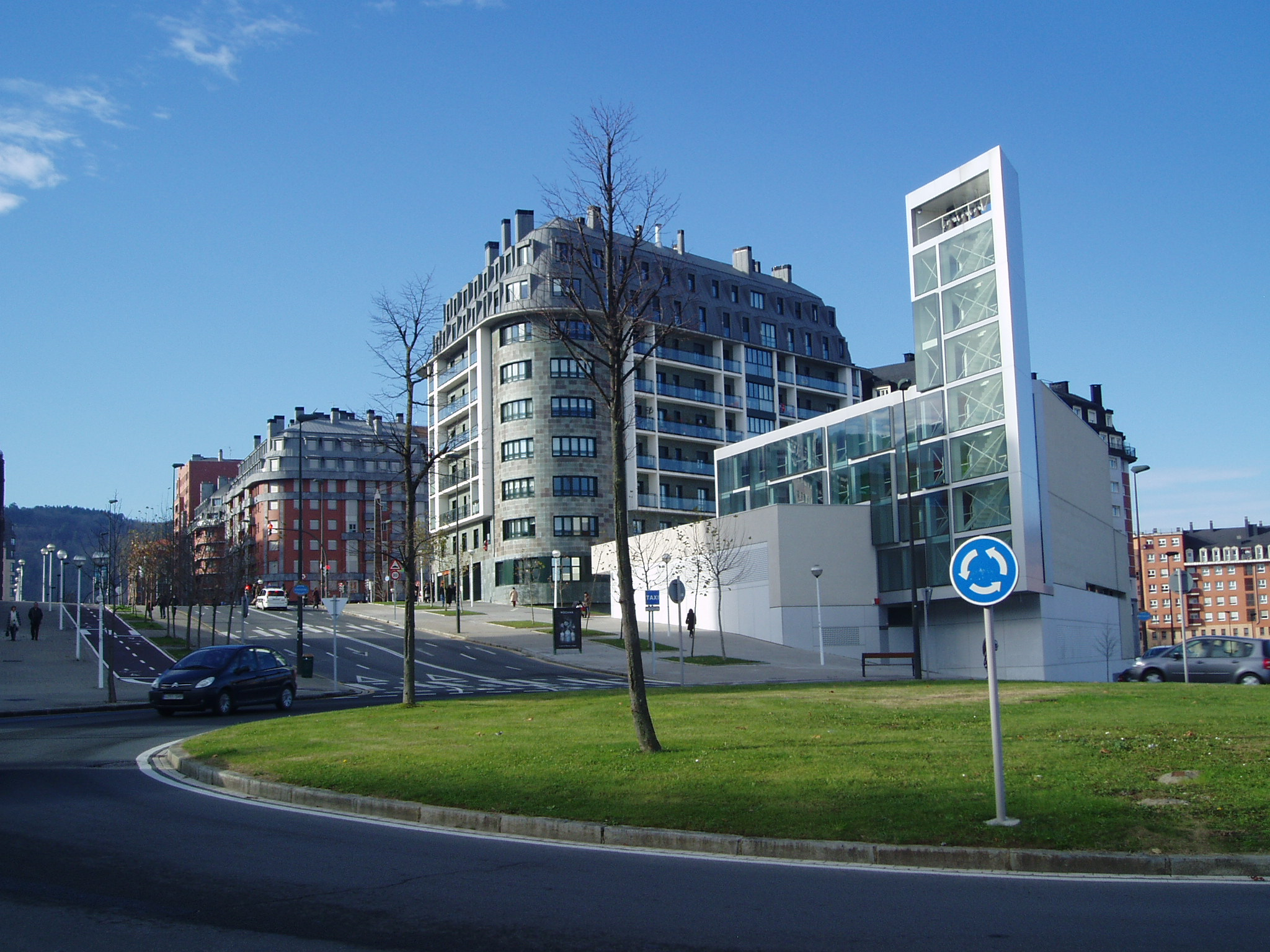
Iglesia de Santa María Josefa.

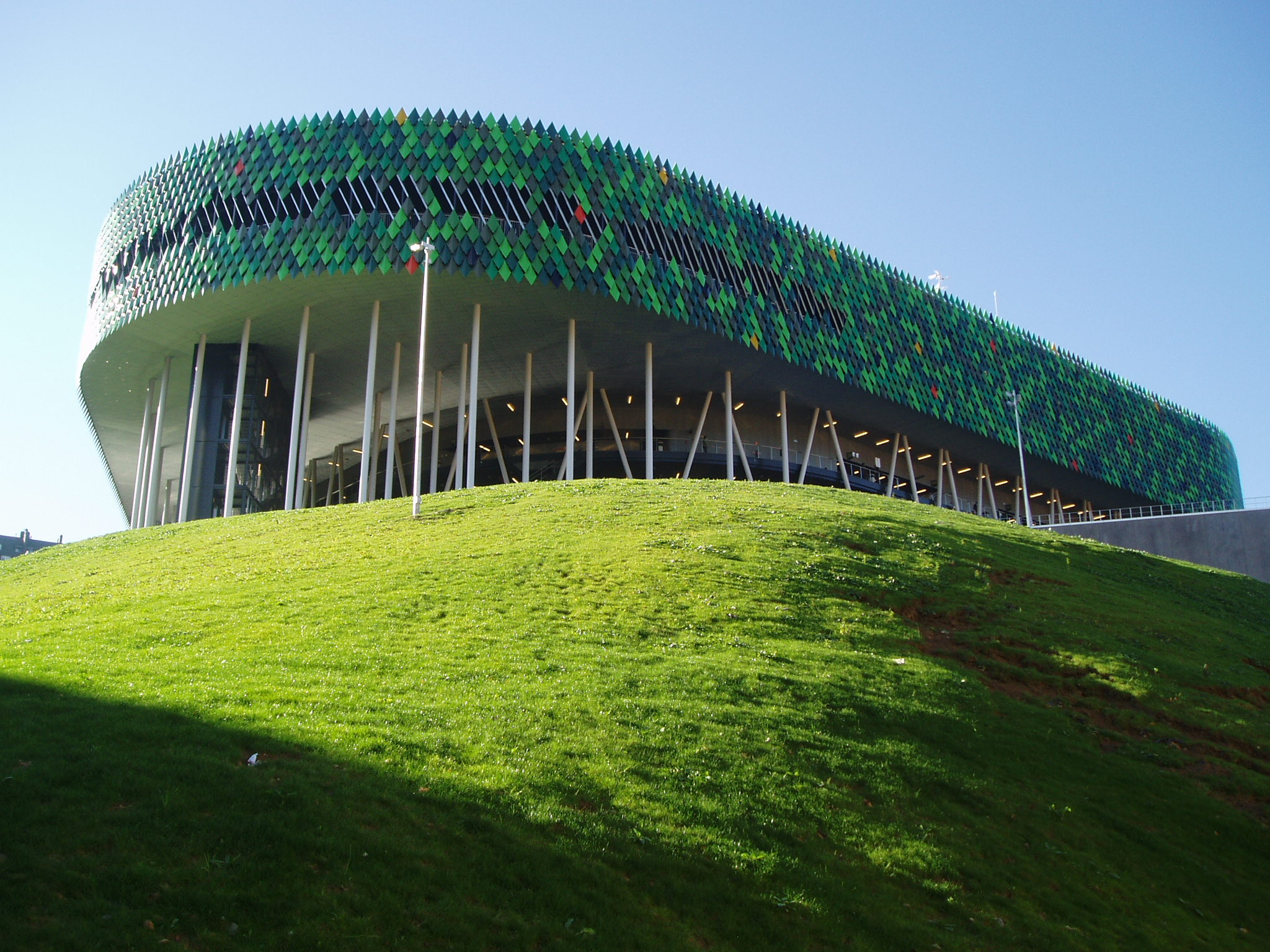
Vista del Bilbao Arena.

Las dos principales áreas de esparcimiento de Miribilla son los Jardines de Gernika, un bulevar de 30 000 metros cuadrados, y el parque de Miribilla. Este parque de 50 000 metros cuadrados hace frontera entre Miribilla, San Francisco y Bilbao La Vieja, además constituye una interesante atalaya sobre la villa de Bilbao.
El parque cuenta con un anfiteatro que originariamente contó con un escenario y en el que llegó a ensayar la coral de Bilbao. En 2006 el Ayuntamiento de Bilbao decidió eliminar el escenario al detectar que el lugar había sido ocupado por indigentes y toxicómanos. En la actualidad se trata de una plaza abierta.

## Curiosidades
- La careta de presentación de la serie de TVE "Ciudad K" comienza con imágenes del barrio.[11]

## Servicios

### Bancos y cajas de ahorro
El barrio cuenta, repartidas por sus calles, con oficinas de las principales entidades bancarias y de ahorro.

### Comercio
La mayoría de los bloques de viviendas del barrio cuenta con bajos comerciales, si bien muchos están aún sin ocupar. Hoy por hoy el barrio se encuentra bien surtido de tiendas de todo tipo, locales de hostelería, entidades financieras... Además cuenta con un edificio que agrupa un centro comercial y oficinas. En su sótano, el 11 de diciembre de 2005, la cooperativa Eroski inauguró un supermercado de 1400 metros cuadrados. Por otro lado, en los suelos cedidos por la Ikastola Urretxindorra, se encuentra uno de los supermercados de Mercadona.

### Culto
La iglesia de Miribilla, obra del estudio de arquitectura IMB, se encuentra en la intersección de las calles Askatasuna y Mina San Luis. En el momento de su inauguración, en noviembre de 2008, se convirtió en el templo número 299 de Vizcaya. La iglesia lleva el nombre de la santa vizcaína Santa María Josefa y la ceremonia de consagración fue a cargo del obispo de Bilbao Ricardo Blázquez. La iglesia cuenta con despacho parroquial, salas de reuniones, un salón y el espacio propio para la liturgia; en total tiene una capacidad para 250 fieles. Uno de sus elementos más característicos, el campanario, tiene una altura de 25 metros. Anteriormente, el templo se ubicó provisionalmente en un local de la avenida Jardines de Gernika.
En uno de los extremos de Miribilla se encuentra el convento de la Concepción, conocido por haber sido incendiado por un grupo de incontrolados el 20 de julio de 1936. Las monjas pudieron escapar gracias a un agujero que entre varios guardias abrieron en el muro de la huerta, desde donde posteriormente huyeron en una camioneta.

### Deporte
El Palacio de Deportes Bilbao Arena, que a su vez hace las veces de polideportivo de Miribilla, y el frontón de Bilbao se ubican en este barrio. El primero se sitúa sobre un solar de 23 000 metros cuadrados, entre el parque de Miribilla y la calle Claudio Gallastegui. Desde su inauguración en septiembre de 2010, el club de baloncesto Bilbao Basket juega aquí sus partidos como local. En total esta cancha puede acoger, en un graderío de dos niveles, a 10 000 personas, que también pueden acudir a este lugar a presenciar actos relacionados con la cultura y el ocio. En cuanto al polideportivo de Miribilla, cuenta con 520 metros cuadrados y se ubica en el mismo edificio; cuenta con gimnasio y una piscina de 6 calles y 25 metros de longitud.
El Palacio de Deportes cuenta con un aparcamiento subterráneo con capacidad para 240 vehículos. La construcción de este edificio, diseñado por ACXT, estudio de arquitectura de la ingeniería Idom (responsable del nuevo estadio de San Mamés), sufrió diversos retrasos ocasionados por la aparición de lindane y otros residuos en las excavaciones, que llegaron a cuestionar la viabilidad del proyecto.
El frontón de pelota a mano profesional de Bilbao, también conocido como Frontón Bizkaia, cuya construcción comenzó en marzo de 2007, fue inaugurado en marzo de 2011 en el solar comprendido entre los bloques de viviendas de la calle Julián Zugazagoitia y Luis de Castresana. Por su número de localidades, 3000, es el mayor frontón de España. El edificio, diseñado por el estudio de arquitectos Javier Gastón, contará además con un trinquete con capacidad para 425 espectadores, y la llamada "Casa del Deporte", en la que se centralizarán las dependencias de las diferentes federaciones deportivas presentes en Bilbao. El frontón dispondrá además de un aparcamiento de 184 vehículos.
Tras retrasarse las obras por diversos motivos (rescisión del contrato a la empresa constructora por incumplir los plazos, aparición de más residuos contaminantes de lo esperado, etc) se prevé que el frontón esté terminado para el año 2011.

## Educación
Si bien en las cercanías de Miribilla existe multitud de colegios públicos y privados para diferentes franjas de edad, en el barrio no existe ningún centro educativo. Algunos de los centros más significativos del entorno son la ikastola Urretxindorra (en el barrio de San Adrián) y el colegio Miribilla (en el barrio de Bilbao La Vieja). Este último centro se convirtió, en septiembre de 2005, en el primer centro educativo inaugurado en la villa en los últimos 30 años. 
Asimismo, se ha propuesto la construcción de un centro de Formación Profesional en un solar actualmente vacío. Peligra la viabilidad del proyecto debido a la inestabilidad del suelo y la cantidad de residuos tóxicos que se han localizado.

### Farmacias
- Calle Jardines de Gernika 24.
- Calle Jardines de Gernika 4 con Av.Askatasuna.

### Sanidad
Cuenta con un centro de salud, construido en 2014 y ofreciendo servicio a la mayor parte de la población, el hospital de referencia es el Hospital Universitario de Basurto. 

### Seguridad
La sociedad Bilbao Ría 2000 ha construido en Miribilla, en la calle Juan Carlos de Gortázar, la sede conjunta de la Policía Municipal y Bomberos de Bilbao. El edificio es obra del estudio Coll Barreu y se asienta sobre un solar de 19 115 metros cuadrados, desde los que se divisa prácticamente toda la ciudad. Entre las características del nuevo edificio figura una biblioteca especializada que servirá de puente entre las partes del edificio ocupadas por la Policía Municipal y Bomberos. El traslado a esta nueva sede de Miribilla ha permitido la desocupación de los antiguos cuarteles de Garellano, en los que se ha construido cinco rascacielos dedicados a viviendas, un nuevo parque y la nueva Bilbao Intermodal Termibus.

## Transporte
Este barrio está conectado con el resto de la ciudad mediante el servicio de autobuses urbanos de Bilbao (Bilbobus) y trenes de cercanías de Renfe.

### Carriles-bici
Los principales viales de Miribilla (avenida Askatasuna, calle Santiago de Compostela y Mina San Luis). Mediante estos carriles es posible acceder a Abando y el casco histórico de la villa.

### Ferrocarril
Miribilla cuenta desde diciembre de 2008 con una estación de Cercanías en la línea C3 del núcleo de Bilbao. La estación de tren se ubica frente a la plaza del centro comercial a una cota de 40 metros sobre el ensanche bilbaíno. Esta característica, aprovechando el túnel ferroviario que atraviesa el subsuelo del barrio, ha obligado a construir una estación de tren a 50 metros de profundidad, la más profunda de la red de ADIF. El acceso a la estación se realiza mediante seis ascensores panorámicos con capacidad para 21 personas cada uno.
Por otro lado, a unos 400 metros de Miribilla se encuentra la estación de Cercanías de Zabalburu, que da servicio a las líneas C1 Margen Izquierda y C2 Zona Minera. Si bien se especula con la clausura definitiva de esta estación debido a la construcción del nuevo acceso ferroviario a la estación de Abando, a la fecha de redacción de este artículo no hay documento oficial y de acceso público que así lo confirme.
La estación terminal de Euskotren en Bilbao para las líneas E1 y E4 se ubica a aproximadamente 1 km del barrio. Esta estación une por tren localidades como Bermeo, Guernica, Durango, Éibar, Zarauz, San Sebastián... con la villa de Bilbao. Está previsto que esta estación cierre para centralizar todos los servicios en San Nicolás.

### Líneas de autobús
| Línea | Recorrido                                              | Frecuencia (minutos) |
| ----- | ------------------------------------------------------ | -------------------- |
| 30    | Txurdinaga - Miribilla                                 | 15                   |
| 55    | Miribilla - Mina del Morro                             | 60                   |
| 57    | Miribilla - Hospital                                   | 60                   |
| 71    | Miribilla - San Ignazio                                | 20                   |
| 75    | San Adrián - Atxuri                                    | 15                   |
| G5    | San Adrián/Miribilla - Plaza Circular                  | 30                   |
| G7    | Plaza Circular - Xenpelar (Miribilla) - Mina del Morro | 30                   |

### Metro
Si bien el barrio carece de estación de metro, existe una propuesta para construir una línea de ferrocarril subterráneo hasta el barrio de Rekalde. De acuerdo con el estudio informativo encargado por el Gobierno vasco a la empresa Sener, esta línea contaría con una estación en el vecino barrio de Iralabarri. Dicha estación dispondría de dos bocas, una en la calle Monasterio, en el lateral noreste del Colegio Público Tomás Camacho, quedaría a aproximadamente 200 m. del barrio (intersección Travesía de Zabala con calle Xenpelar); la segunda en la intersección de las calles Eskurtze y Batalla de Padura, que quedaría, mediante una pendiente prolongada, a aproximadamente 550 m. del límite con Miribilla (intersección avenida Askatasuna con calle Espinosa Orive).
En la actualidad la estación de metro más cercana es Abando, a aproximadamente 1 km desde el punto más al noroeste de Miribilla. 
No existe proyecto alguno para incluir este barrio en la red futura de metro.

### Paradas de taxi
Las más cercanas se encuentran en la calle Claudio Gallastegui (Bilbao La Vieja) y en la intersección entre las calles Juan de Garay y Askatasuna (Zabala).

## Callejero del barrio

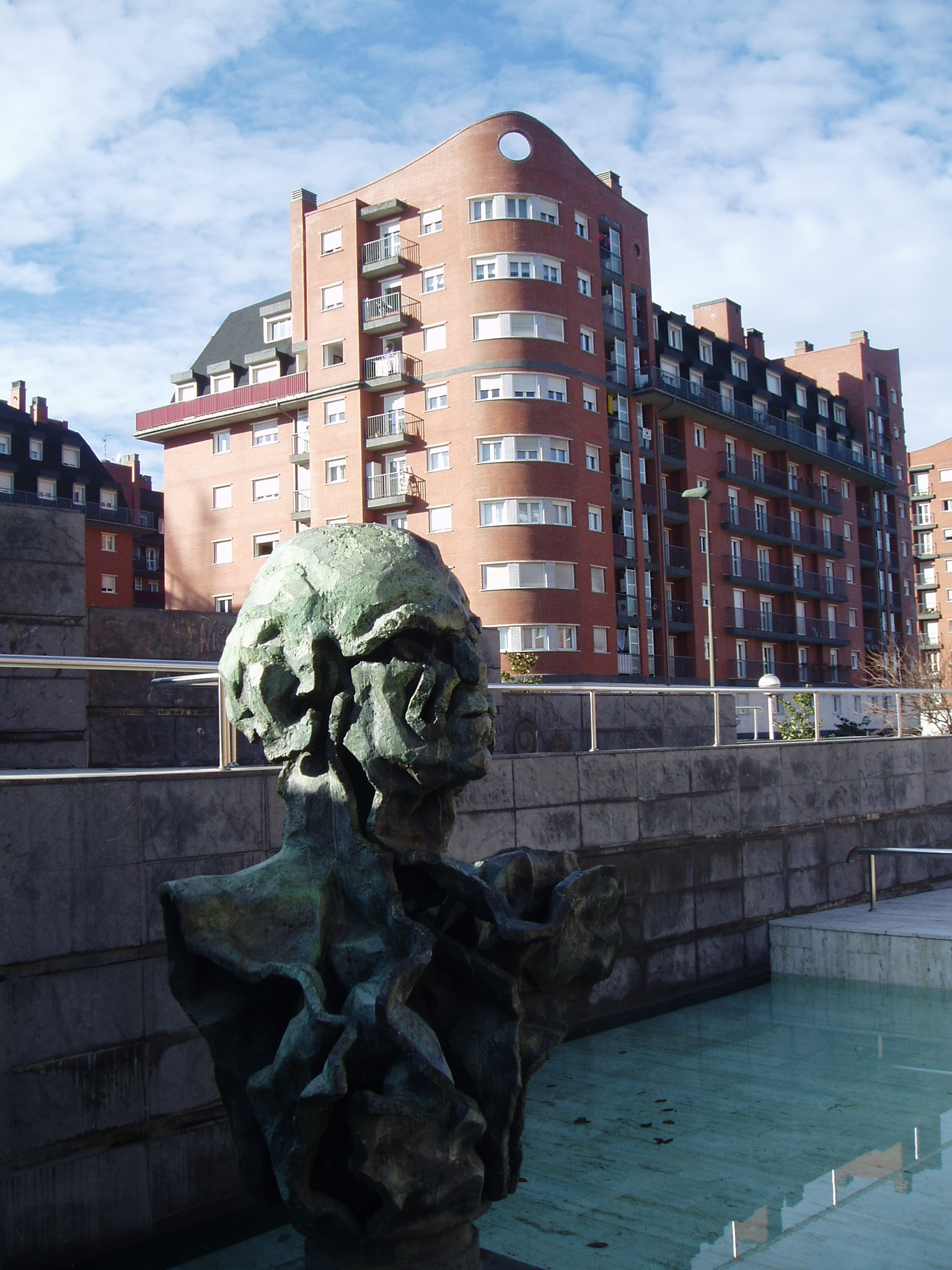
Monumento a José María Makua.

La principal arteria de Miribilla es el bulevar Jardines de Gernika, la avenida más ancha de Bilbao, con 100 metros en su punto de máxima anchura. Esta avenida cuenta, en la rotonda junto a la calle Xenpelar  (Alias de Francisco Petrirena Rekondo, bertsolari guipuzcoano del siglo XIX) con una pequeña fuente ornamental y dos figuras metálicas circulares; en la parte central se ha erigido un obelisco de madera y frente al frontón un monumento que recuerda los siete territorios de Euskal Herria y las merindades vizcaínas, cuyos nombres se han esculpido en piedra. El monumento es obra de Iñaki Aurrekoetxea (arquitecto que trabajó en el plan maestro de Miribilla) y cuenta además con un busto en bronce del que fuera primer diputado general de Vizcaya de la democracia, José María Makua, realizado por Vicente Larrea.
Gran parte del callejero de Miribilla recuerda a bilbaínos destacados de la política y cultura del siglo XX. Así son los casos de Ángel Ortiz Alfau (periodista), Ángela Figuera (poetisa), Julián Zugazagoitia (político, periodista y escritor socialista), Luis de Castresana (escritor del Valle de Trápaga, "niño de la guerra" y autor del libro El otro árbol de Guernica), Doctor Espinosa Oribe (médico y político republicano, miembro del primer gobierno autónomo del País Vasco, ejecutado durante la Guerra Civil) y Juan Carlos de Gortázar (músico y musicólogo). A la inauguración de esta última calle asistieron familiares de Juan Carlos de Gortázar, que descubrieron una placa acompañados por el alcalde de la ciudad Iñaki Azkuna. Siguiendo la temática predominante en el callejero del barrio, el bulevar central de Miribilla toma el nombre de la localidad vizcaína de Guernica, símbolo y protagonista, tras su bombardeo en 1937, de la historia bélica y política del siglo XX en el País Vasco.
Dos de las calles peatonales de Miribilla toman su nombre de las ciudades de Santiago de Compostela y San Sebastián. La inauguración de la calle en recuerdo de la capital guipuzcoana, en 2006, contó con la presencia de su alcalde Odón Elorza, que descubrió una de las placas de la vía. En una entrevista concedida al programa "Objetivo Euskadi" de Euskal Telebista, en 2010, Odón Elorza calificó a esta calle como triste, refiriéndose a ella como proyecto de calle; callejón.

## Vecinos ilustres
- Patxi López (1959):  Ex Lehendakari del Gobierno Vasco y actual secretario general del Partido Socialista de Euskadi-Euskadiko Ezkerra desde 2002. Portugalujo de nacimiento.
- Virginia Berasategui (1975): Triatleta profesional que ha sido campeona de Europa de triatlón de larga distancia
- Eider Gardiazabal (1975): Diputada por el PSOE en el Parlamento Europeo; nieta del histórico dirigente socialista Ramón Rubial. Protagonizó una importante polémica destapada por el periódico News of the World sobre diputados europeos que acudían a su puesto de trabajo sólo para fichar y de este modo cobrar sus dietas.